# 陽維脈
陽維脈（よういみゃく）は経絡の一つ。諸陽の会に起こる。その脈、足の太陽の金門穴に発す。外果の下1寸5分に存り、外果の上、7寸に上り足の少陽、陽交穴に会す。陽維の郄と為す。膝の外廉を循り、髀厭を上り、少腹側に抵り、居髎穴にて足の少陽と会す。脅肋を斜め上に循り、肘の上の臂臑穴にて手の陽明、手、足の太陽と会する。肩の前を過ぎ、臑会穴、天髎穴で手、足の少陽と会す。却って肩井穴で手、足の少陽、足の陽明と会す。肩の後に入り、手の太陽、陽蹻脈と臑兪に会す。上りて耳の後を循り、風池穴で手、足の少陽と会す。脳空穴、承霊穴、正営穴、目窓穴、頭臨泣穴を上り、額に下り、陽白穴で手、足の少陽、手、足の陽明の五脈と会す。頭を循って耳に入り、上って本神穴に止る。
金門→陽輔→陽交→臂臑→天髎→臑兪→風池→瘂門→風府→脳空→承霊→正営→目窓→頭臨泣→陽白→本神
宗穴-外関　郄穴-陽交